# Talerze perkusyjne

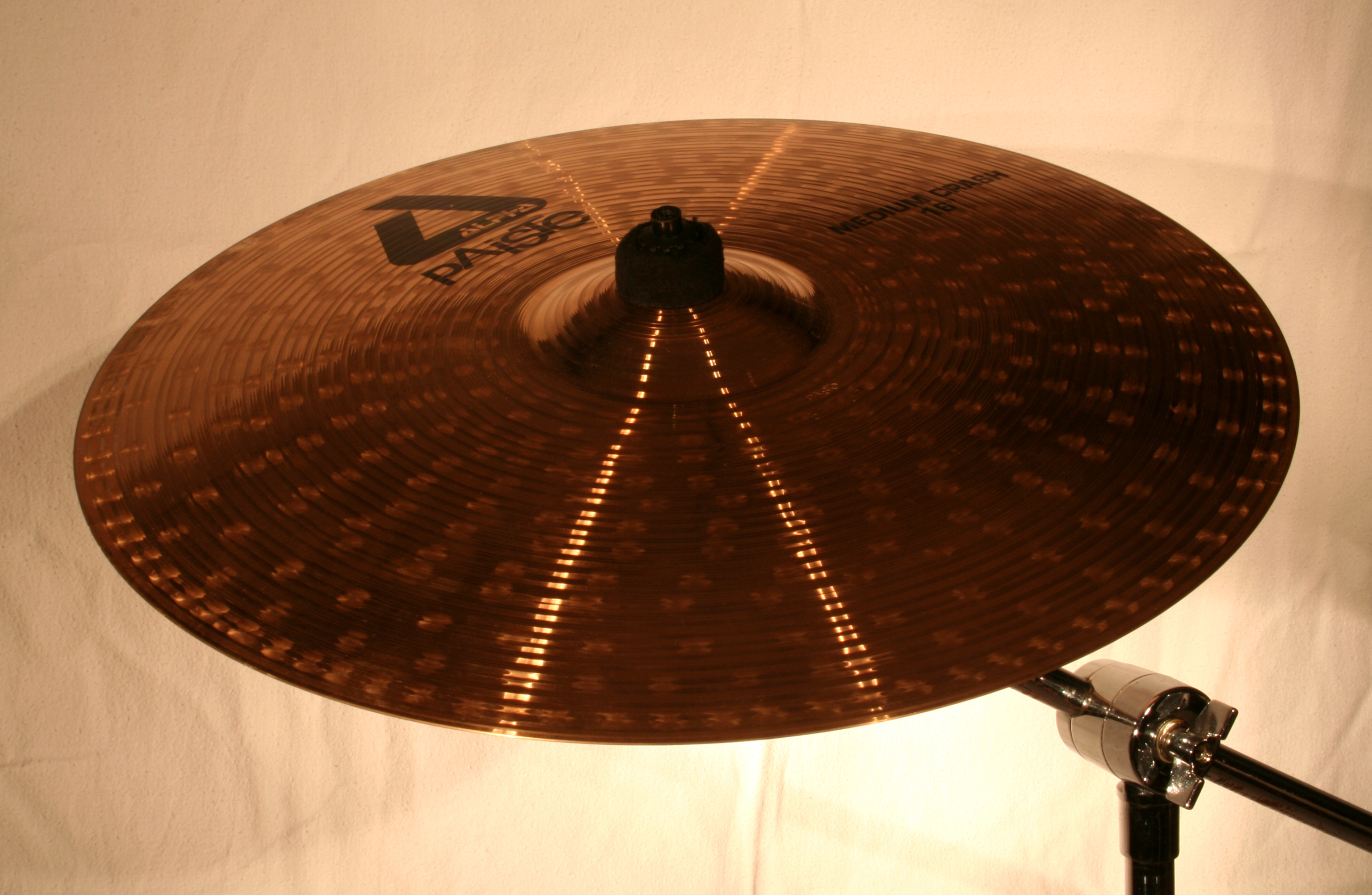
16" talerz crash na statywie

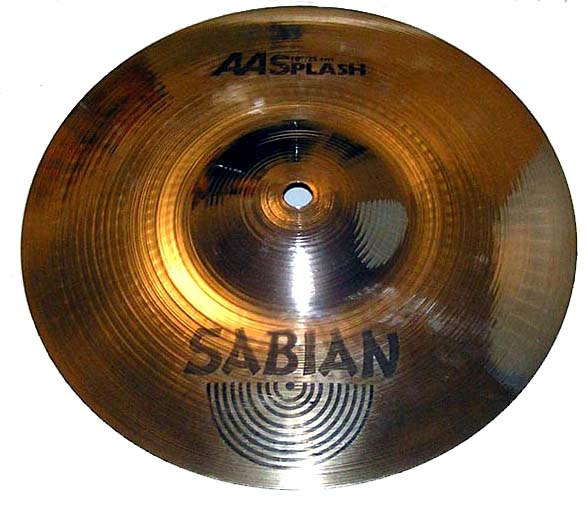
10" talerz splash

Talerze perkusyjne lub talerze (żele, czynele; wł. piatti, lub cinelli, skrót: ptti.), pot. w żargonie muzyków rozrywkowych blachy – instrumenty z grupy idiofonów o nieokreślonej wysokości dźwięku, wykorzystywane w różnych rodzajach orkiestr i zestawie perkusyjnym. 
Są to zwykle cienkie, okrągłe dyski, z uwypukleniem biegnącym koncentrycznie (wyjątek: talerz china). Wykonane są głównie ze stopów brązu, mosiądzu czy nowego srebra. Występują w różnej średnicy i grubości. Gra polega na uderzaniu pojedynczego talerza pałkami perkusyjnymi (talerz wiszący) lub też zderzaniu o siebie dwóch talerzy (np. hi-hat w zestawie perkusyjnym). Umieszczane są na statywach bądź trzymane są w rękach.
Talerze perkusyjne pochodzą od tradycyjnych instrumentów używanych w Indiach i Bangladeszu (znanych tam jako karatale). W Europie znane są od średniowiecza.

## Budowa talerza
W talerzu perkusyjnym wyróżnia się poszczególne elementy: główkę (dzwonek, kopułkę), łuk oraz krawędź. Jego charakterystyka polega na poszczególnych parametrach:
- rozmiar główki – wysokość dźwięku, głośność
- ciężar (grubość) – głośność i ogólne brzmienie
- profil (różnica między szczytem główki a krawędzią) – wysokość dźwięku
- rozmiar (średnica) – głośność i wydźwięk (wybrzmienie)
- artykulacja

Panuje zasada, że im wyższy parametr talerza, tym wyższa wartość cechy, na którą wpływa.

## Podział talerzy
Talerze perkusyjne dzieli się na kilka kategorii.

### Podział ze względu na budowę
- splash (6"-12")
- hi-hat (10"-15")
- crash (12"-22")
- ride (18"-30")
- china (8"-24")

### Podział ze względu na grubość
Grubość talerza ma kluczowy wpływ na brzmienie. Talerze grube trudniej wzbudzić, ale też dłużej wybrzmiewają. Wyróżniamy następujące grubości (od najcieńszej).
- paperthin
- thin
- medium thin
- medium
- medium heavy
- heavy

### Podział ze względu na budulec
Dużą rolę w brzmieniu talerza odgrywa materiał, z którego jest on wykonany. Talerze najgorsze jakościowo produkuje się z mosiądzu. Jest to materiał, który jest wykorzystywany jedynie w niskobudżetowych seriach talerzy. Z brązu B8 produkuje się z reguły talerze średniej klasy cenowej i jakościowej. Talerze zawodowe produkuje się najczęściej z brązu B20, niektóre serie również z B8 po szczególnej obróbce, np. Paiste 2002. Ponadto używa się do produkcji talerzy jeszcze pośrednich gatunków brązu: B10, B12 i B18. Poszczególni producenci utrzymują w tajemnicy dokładną recepturę stopu, a właściwie składniki dodawane do podstawowej receptury, co skutkuje tym, że talerze wykonane podobną metodą ze stopu o podobnej nazwie, ale od różnych producentów, brzmią całkowicie inaczej.

### Podział ze względu na wykonanie
Talerze są produkowane na 2 sposoby: ręcznie i maszynowo. Talerze ręcznie robione mają swój niepowtarzalny charakter, nie ma w tym wypadku dwóch talerzy brzmiących identycznie. Talerze takie są produkowane głównie przez firmy mające siedzibę w Turcji, na przykład: Istanbul Agop, Istanbul Mehmet, Amedia. Firmy takie jak Meinl, Zildjian i Sabian w procesie produkcji niektórych swoich talerzy wykorzystują także obróbkę ręczną, lecz większość pracy jest tu wykonywana maszynowo.
Talerze wykonywane maszynowo to zdecydowana większość produkowanych dziś talerzy. Maszynowo są wyrabiane zarówno serie niskobudżetowe, jak i profesjonalne. Poszczególne egzemplarze nie różnią się brzmieniem w ramach tej samej serii i tego samego rozmiaru. Talerze takie są wyrabiane głównie w Ameryce i Europie, między innymi przez Zildjian, Meinl, Sabian, Paiste, Orion Cymbals.
Każda metoda wykonywania talerzy ma swoich entuzjastów, każda też ma swoje plus i minusy. Po stronie talerzy wykonywanych ręcznie plusem może być dobre brzmienie w mniejszej cenie, świadomość "indywidualności" posiadanego talerza oraz nieskończona ilość brzmień dostępnych do wyboru w ramach jednej serii talerzy. Na korzyść talerzy wykonywanych maszynowo przemawia pewność brzmienia (każdy model brzmi tak samo jak reszta z serii, co jest wynikiem identycznej produkcji i dokładnie odmierzanej, stałej proporcji składników stopu) oraz z reguły dokładniejsze wykonanie - na przykład wycięcie krawędzi.

## Technika gry
Oprócz najbardziej znanej techniki gry (uderzenie), talerze często wykorzystuje się by uzyskać niekonwencjonalny środek wyrazu. Gra smyczkiem pocierającym krawędź instrumentu dla uzyskania długo wybrzmiewających rewerbacji lub nawet melodii alikwotowych.
Gra czubkiem drewnianej (lub gumowej) pałki trzymanej pionowo względem powierzchni z wykorzystaniem tarcia pozwala uzyskać dźwięk o wysokiej częstotliwości, zawierający wysokie (pojedyncze lub złożone) tony harmoniczne.